# إرسال (كرة طائرة)

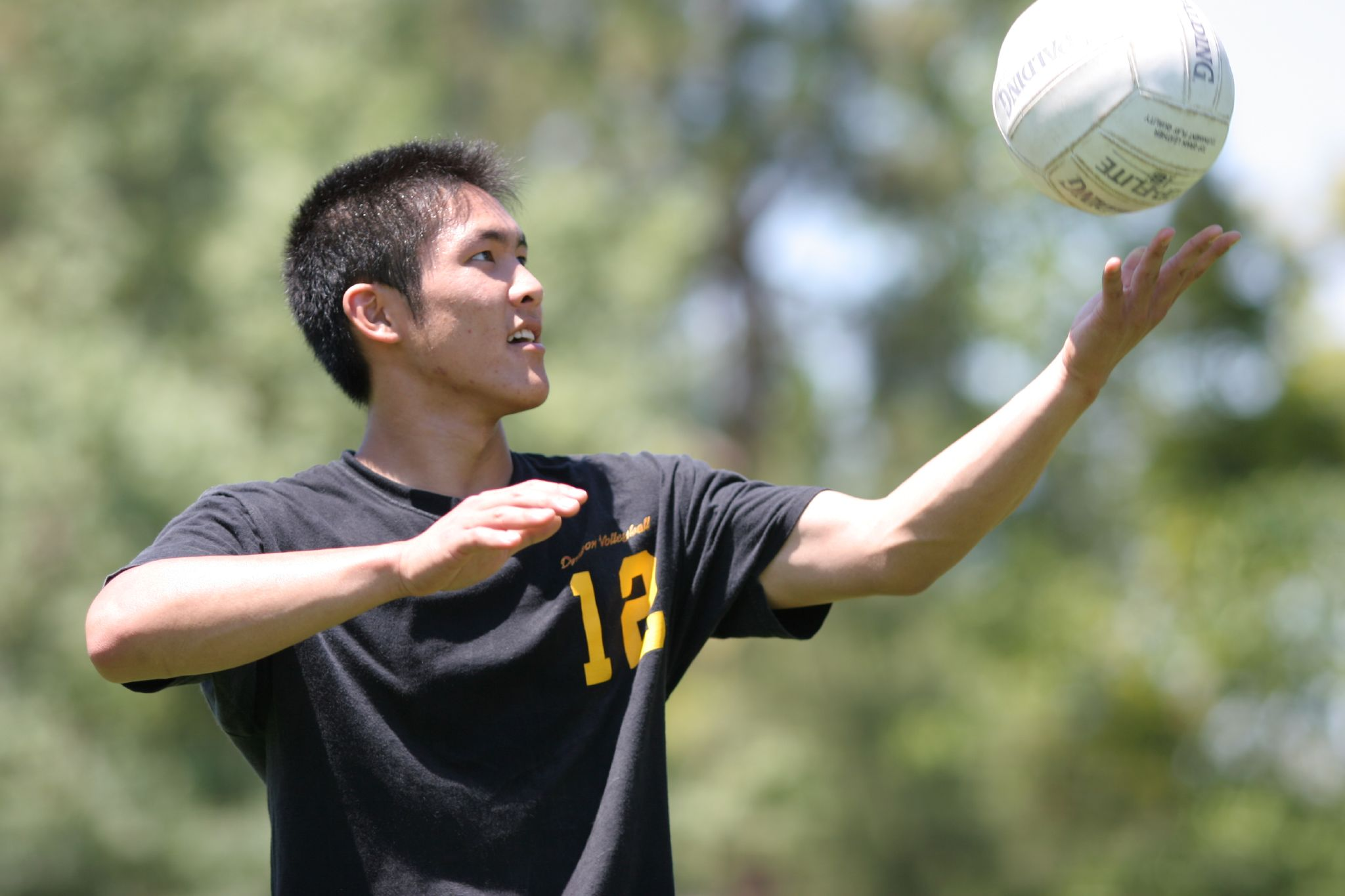
لاعب يستعد ليسدد إرسالا

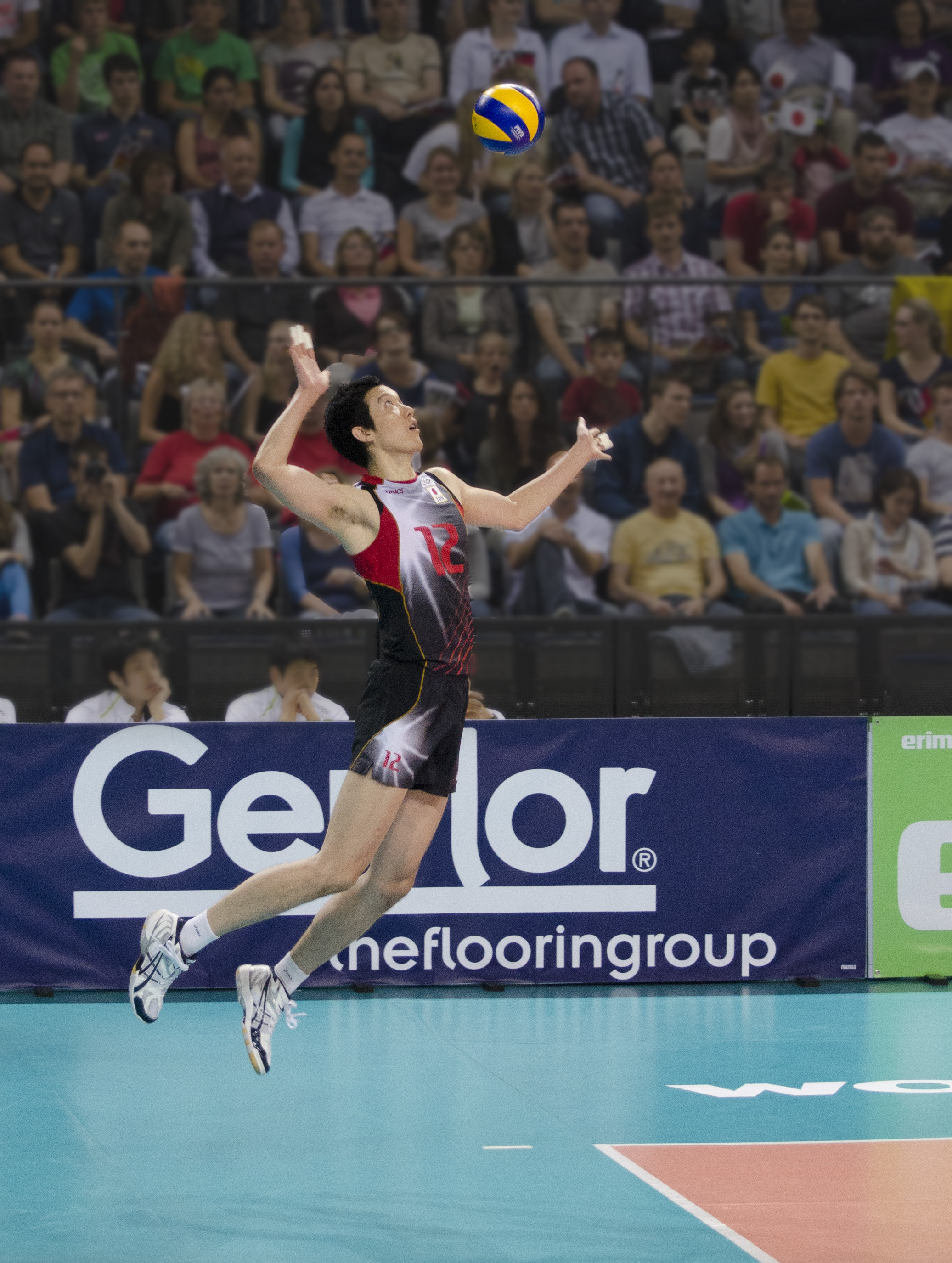
لاعب يستعد ليسدد إرسالا مع قفزة

الإرسال في كرة الطائرة هو ضرب الكرة إلى منطقة الخصم المنافس من خلف خط الفريق الآخر. يعتبر الإرسال من أهم القواعد في لعبة كرة الطائرة وهو أحد أساسيات هذه اللعبة.

## قواعده وشروطه
- لا يجوز للاعب المرسل للكرة أن يتجاوز الخط الأرضي المرسوم على ملعبه (إذا فعل ذلك يطلق الحكم صافرة وتحسب نقطة للفريق الآخر).
- يرسل اللاعب الكرة بعد سماع صافرة الحكم وخلال مدة زمنية لا تتجاوز 8 ثوان بعد الصفارة (إذا لم يرسل اللاعب الكرة خلال هذه المدة تحسب نقطة للفريق الآخر).
- تحسب نقطة للفريق المرسل في حال ضربت الكرة أعلى الشبكة ونزلت في ملعب الفريق المقابل لكن لا يجوز للاعب أن يضرب الكرة في الشبكة لترتد إلى ملعبه ثم يرسلها.